# مقاطعة أورانج (فيرمونت)
مقاطعة أورانج هي مقاطعة في فيرمونت، بلغ عدد سكانها 28٬936  نسمة، في 2010، عاصمتها تشيلسي، تبلغ مساحتها 1٬792 كيلومتر مربع.

## الموقع
تشترك في الحدود مع:
- مقاطعة كاليدونيا (فيرمونت)
- مقاطعة أديسون (فيرمونت)
- مقاطعة وندسور (فيرمونت)
- مقاطعة غرافتون
- مقاطعة واشنطن (فيرمونت).

## التقسيمات الإدارية
- برادفورد[6]
- برينتري[6]
- بروكفيلد[6]
- تشيلسي[6]
- كورينث[6]
- فيرلي[6]
- Newbury (town), Vermont [الإنجليزية]‏[6]
- أورانج[6]
- راندولف[6]
- سترافورد[6]
- ثيتفورد[6]
- توبشام[6]
- تونبريدج[6]
- فيرشير[6]
- واشنطن[6]
- ويست فيرلي[6]
- ويليامزتاون.[6]